# Aeroporto di Ambilobe
L'Aeroporto di Ambilobe (IATA: AMB, ICAO: FMNE), è un aeroporto malgascio situato a circa 4 km ad Ovest dal centro della cittadina di Ambilobe, comune urbano (firaisana) della regione di Diana, nel Madagascar settentrionale, raggiungibile percorrendo un tratto della Route nationale 6.
La struttura, posta all'altitudine di 22 m / 77 ft sul livello del mare, è dotata di una sola pista con fondo in asfalto lunga 1 500 m e larga 30 m (4 921 x 98 ft) con orientamento 11/29.
L'aeroporto, gestito e di proprietà del Governo del Madagascar e di competenza del Ministere de la Défense Nationale, il ministero della difesa dello stato insulare africano, effettua attività secondo le Regole del volo a vista (VFR).